# ورگون
ورگون (به سوئدی: Vargön) یک سکونتگاه مسکونی در سوئد است که در Vänersborg Municipality واقع شده‌است.

## خصوصیات
ورگون ۳٫۵۱ کیلومترمربع مساحت و ۴٬۹۱۹ نفر جمعیت دارد.